# Epicephala albifrons
Epicephala albifrons är en fjärilsart som först beskrevs av Henry Tibbats Stainton 1859.  Epicephala albifrons ingår i släktet Epicephala och familjen styltmalar.
Artens utbredningsområde är:
- Sri Lanka.
- Thailand.
- Vietnam.

Inga underarter finns listade i Catalogue of Life.